# Stanisław Worcell

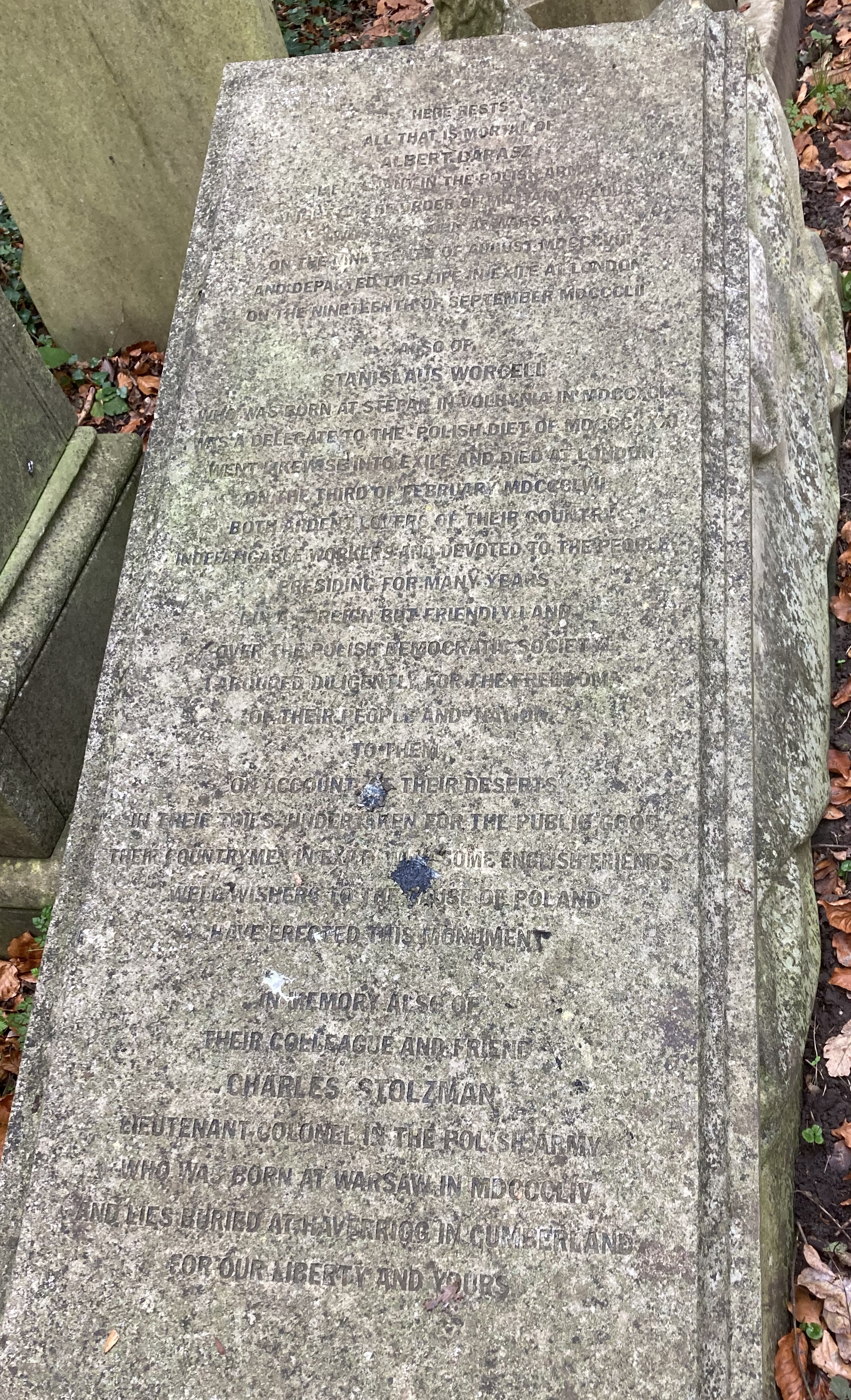
Grab von Stanislaw Gabriel Worcell im Highgate Cemetery

Graf Stanisław Gabriel Worcell (* 26. März 1799 in Stepań/Wolhynien; † 3. Februar 1857 in London) war ein sozialistischer polnischer Revolutionär, Politiker und Publizist. Er war einer der maßgebenden Führer der polnischen nationalen Freiheitsbewegung. Er lebte in Frankreich und England und kämpfte in der Emigration für die nationale Unabhängigkeit Polens.